# My Baby Is Missing
My Baby Is Missing é um filme feito para a televisão que foi ao ar no Lifetime em 4 de março de 2007 e é estrelado por Gina Philips como uma mulher decidida a provar que seu bebê recém-nascido não nasceu morto, mas foi roubado e vendido.

## Sinopse
Uma mulher de carreira de sucesso, Jenna (Gina Philips) está se preparando para sair de licença maternidade quando seu médico a aconselha a ir para a cama. Os cuidados com a gravidez envolverão então uma enfermeira que fará as visitas domiciliares para ver como ela está. Quando uma enfermeira aparentemente agradável, Lynn Mallory (Ellie Hervie) chega, ela dá a Jenna algumas novas vitaminas...que a deixam desmaiada.
Jenna acorda no hospital para ver Tom Robbins (Warren Christie) Ele é o pai de seu bebê, a quem ela chamou de Madeline, mas ele nem sabia que ela estava grávida. Um médico chega e, para sua descrença, diz a ela que Madeline nasceu morto. Em seguida, um detetive da polícia chega com a teoria de que Madeline foi assassinada: as "vitaminas" foram algo para iniciar o trabalho de parto, e que Jenna assassinou seu bebê para proteger sua carreira. Lembrando que Lynn Mallory administrou os comprimidos, Jenna pede para falar com ela. Ela fica desconfiada quando é informada de que não há Lynn Mallory no hospital, e quando é informada de que os restos mortais de seu filho foram cremados, ela suspeita que Lynn roubou seu bebê. Jenna e Tom estão determinados a descobrir o que aconteceu com Madeline. Eles embarcam em uma segunda chance de romance, que os leva a uma corretora de bebês ligada a Lynn.

## Elenco
- Gina Philips como Jenna Davis
- Warren Christie como Tom Robbins
- Ellie Harvie como Nicole / Lynn Mallory
- Jay Brazeau como Dolan Severs
- Peter Bryant como Detetive Reese
- Wanda Cannon como Dale Pendergast
- Brad Shivon como Benedix
- Nathalie Therriault como Maggie Carter
- Anna Galvin como Dana Hoch

## Lançamento
O filme foi lançado em DVD na Austrália sob o título Stolen Innocence em 7 de janeiro de 2010.